# Josef Fuka
Josef Fuka, křtěný Josef (1. dubna 1880 Veselíčko – 4. května 1943 Pardubice) byl český akademický malíř a středoškolský profesor na reálném gymnáziu v Pardubicích, kde vyučoval výtvarnou výchovu a matematiku.

## Život a dílo
Josef Fuka se narodil ve Veselíčku, okres Písek v rodině krejčího Josefa Fuky a jeho ženy Marie rodem Hrdličkové dcery krejčího z Veselíčka.. Maturoval roku 1898 na střední průmyslové škole keramické v Bechyni. Dále studoval malířství na Umělecko-průmyslové škole v Praze u profesorů Emanuela Lišky, Jana Preislera a Jakuba Schikanedera. Se svými pracemi se účastnil výstav Jednoty výtvarných umělců v Praze a Spolku východočeských umělců v Pardubicích. Převažující technikou jeho díla byla olejomalba. Námětem jeho děl byla především krajina jeho rodných jižních Čech a východních Čech, kde převážnou většinu života žil a pracoval. Mimo to s oblibou maloval i zátiší a portréty. Roku 1902 namaloval pro divadlo v Bernarticích oponu s obrazem Libuše věštící slávu Prahy.
Zemřel 4. května 1943 v Pardubicích, pohřben je v jeho rodném Veselíčku.

## Galerie

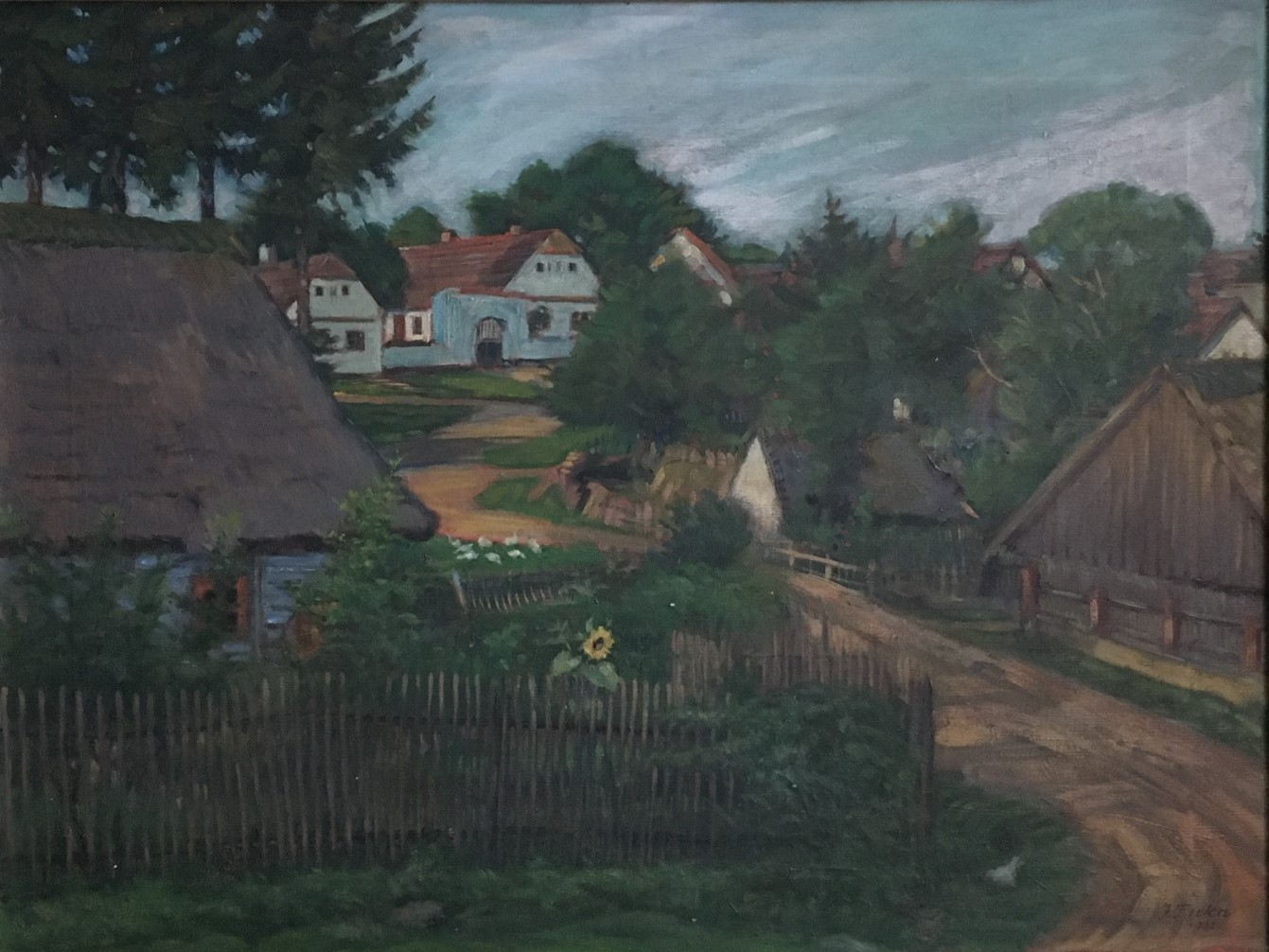
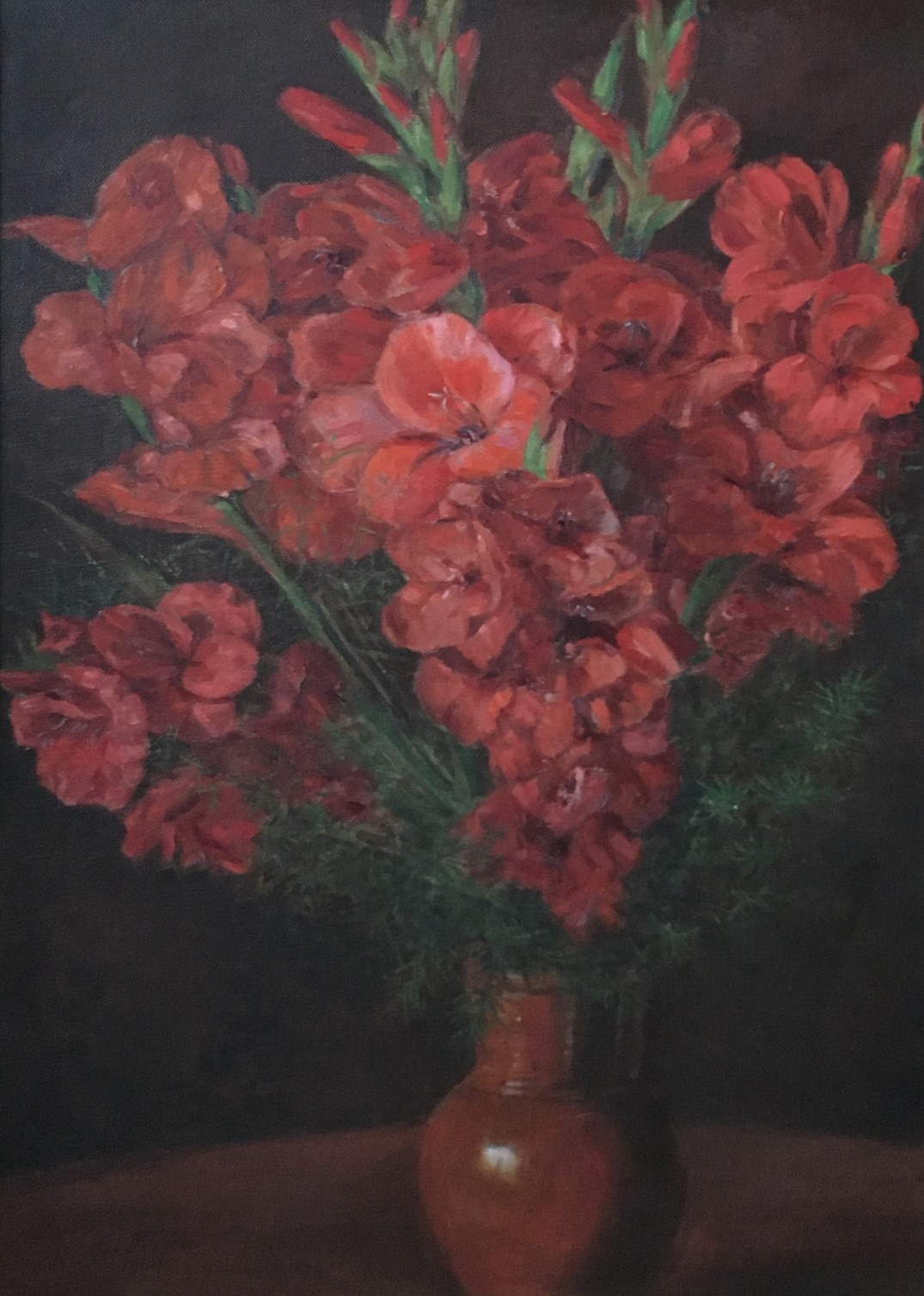
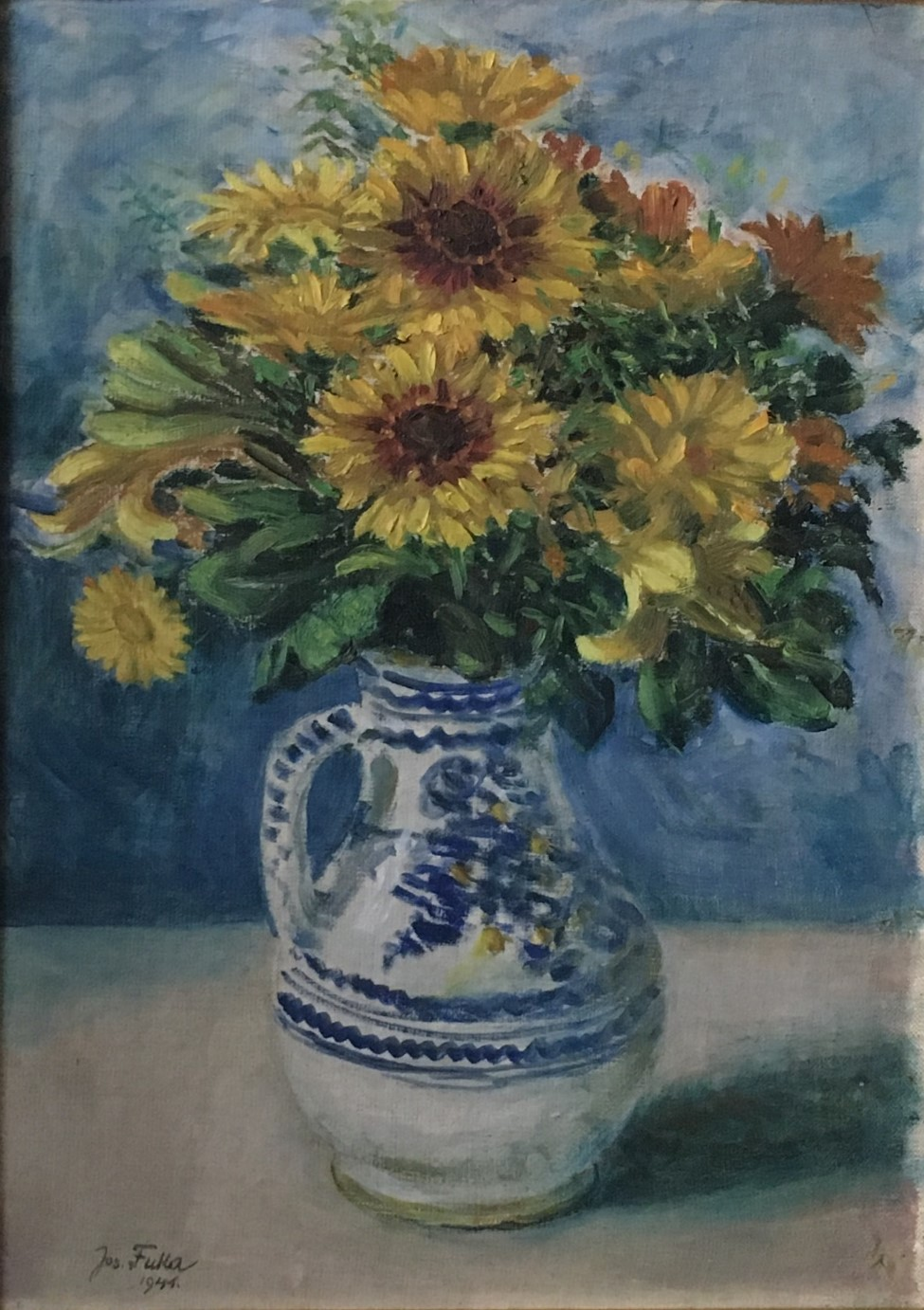
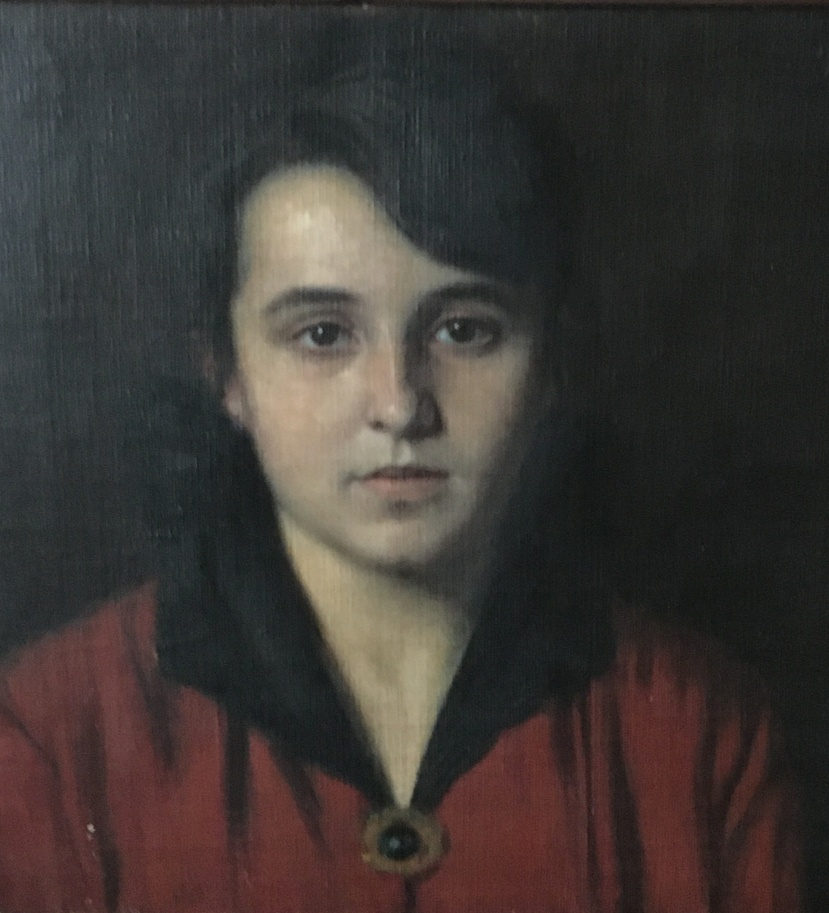
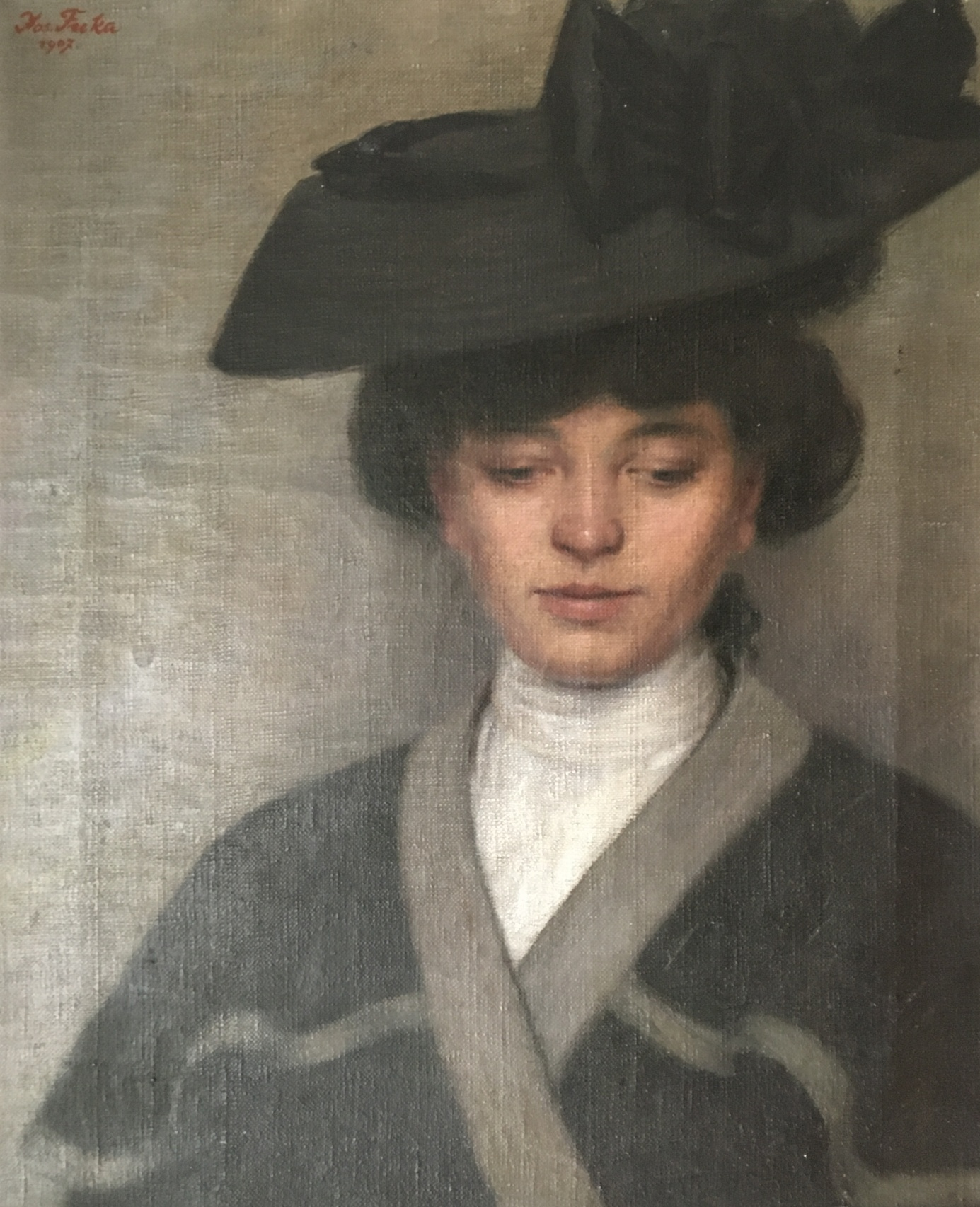
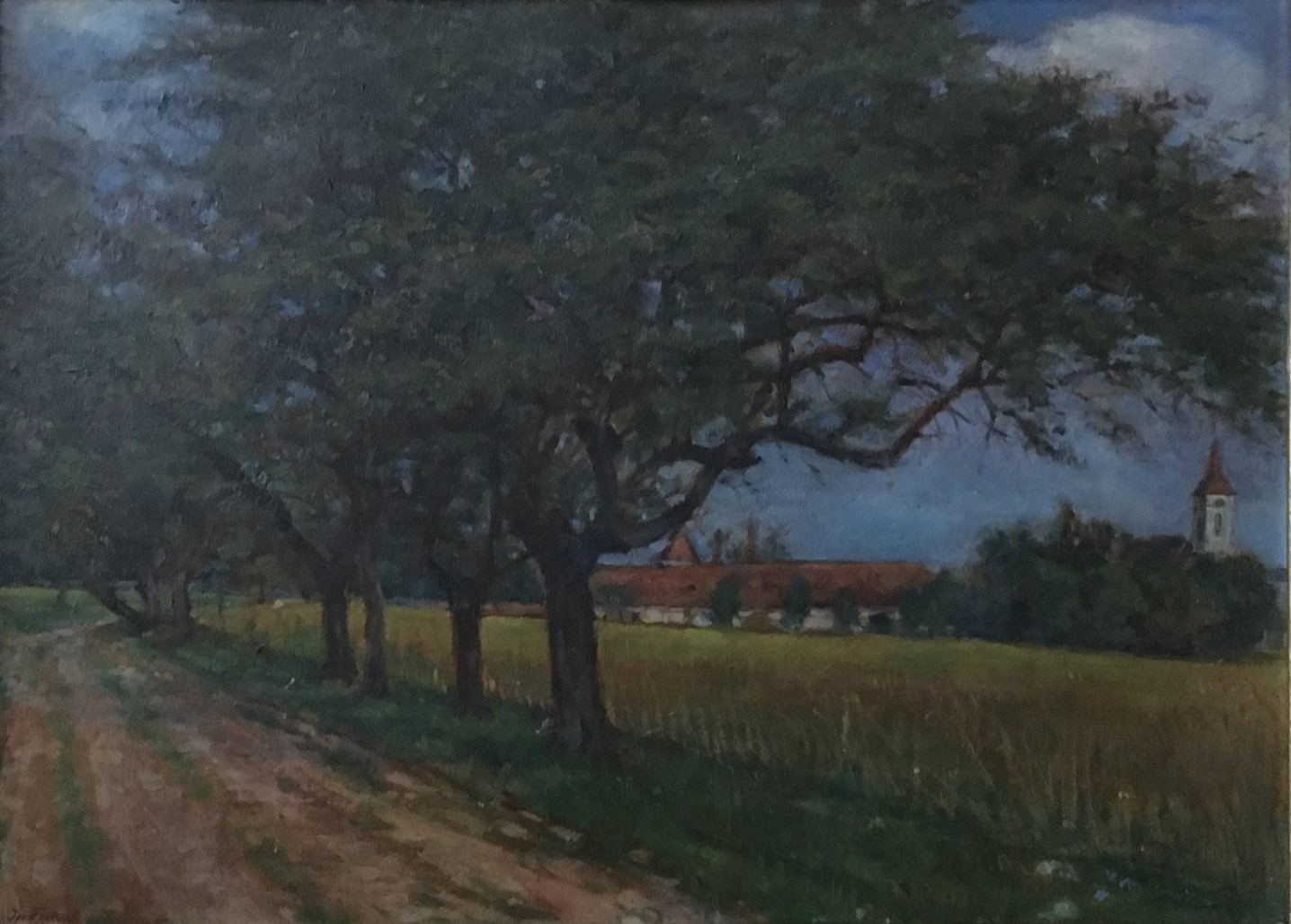
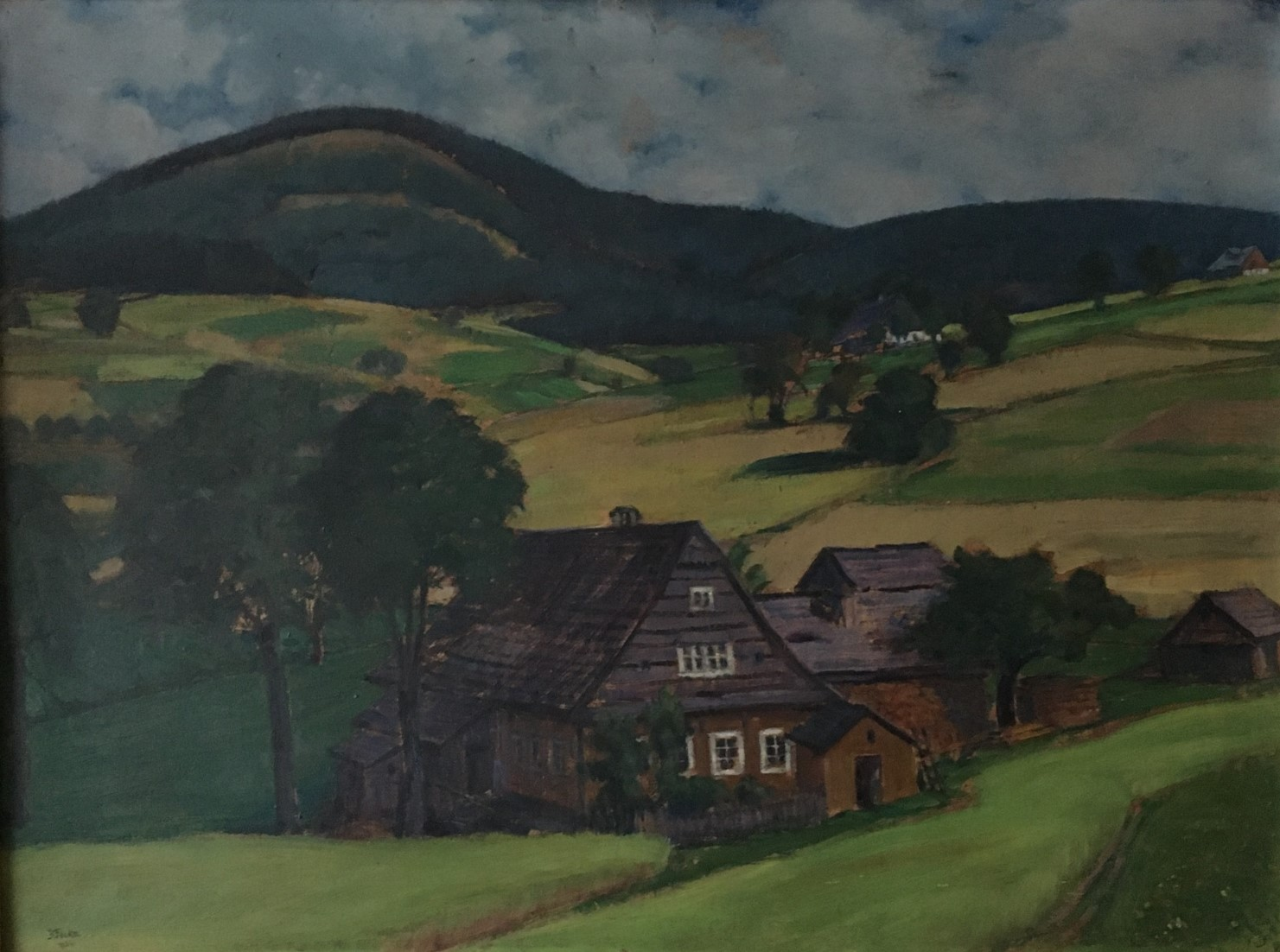
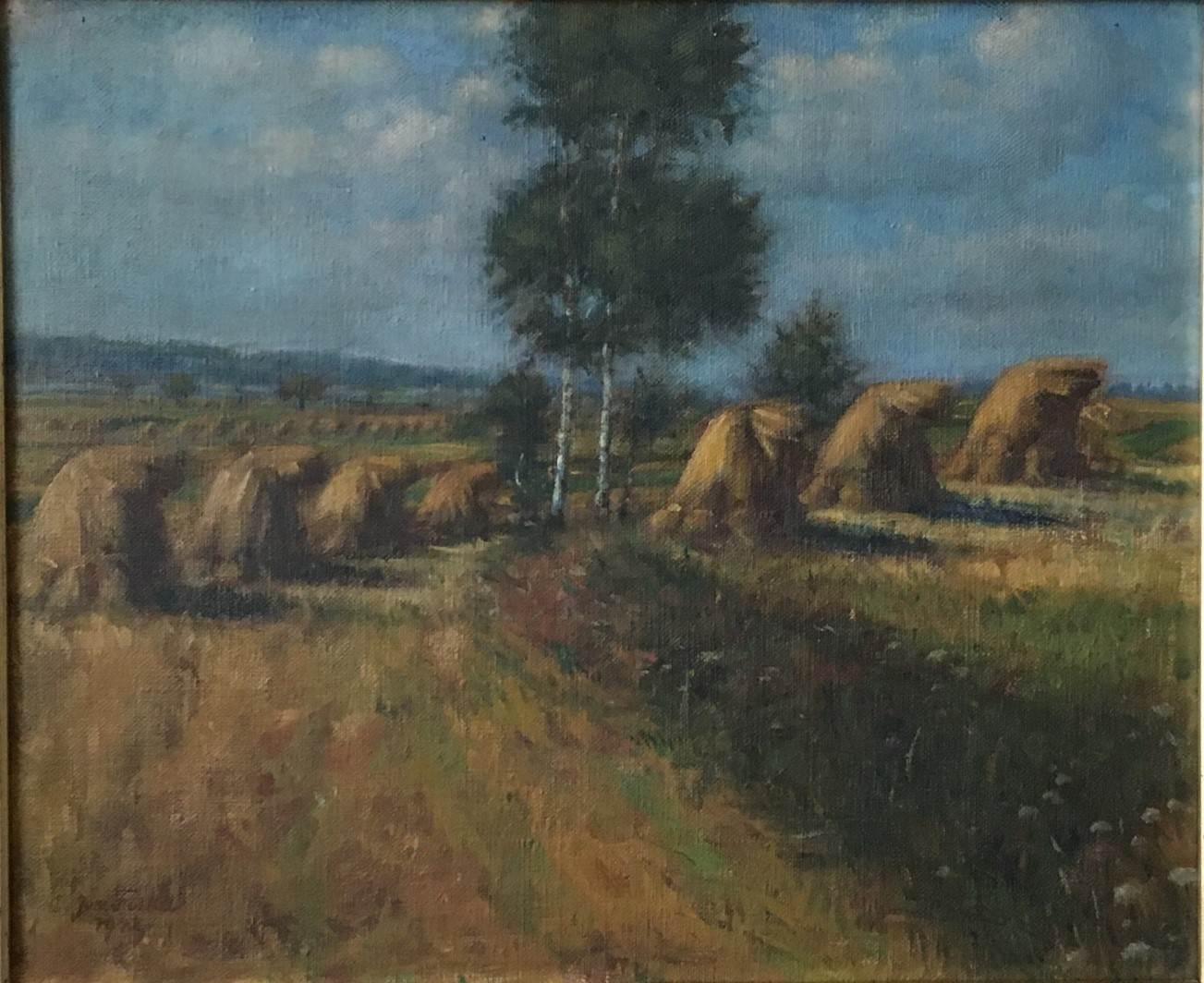

### Adresáře
- 1926 Adresář výtvarných umělců československých, Syndikát výtvarných umělců československých, _
- 1929 Adresář výtvarných umělců československých, Syndikát výtvarných umělců československých, _
- 1937 Adresář výtvarných umělců československých, Syndikát výtvarných umělců československých, _